# Casearia aculeata
Casearia aculeata Jacq. – gatunek rośliny z rodziny wierzbowatych (Salicaceae Mirb.). Występuje naturalnie na Karaibach, w Meksyku, Gwatemali, Nikaragui, Kostaryce, Panamie, Kolumbii, Wenezueli, Gujanie, Surinamie, Ekwadorze, Peru, Boliwii oraz Brazylii (w stanach Acre, Amazonas, Pará, Rondônia, Roraima, Bahia, Maranhão, Goiás, Mato Grosso do Sul, Mato Grosso, Espírito Santo, Minas Gerais, São Paulo i Parana). 

## Morfologia
PokrójZrzucające liście drzewo lub krzew dorastające do 2–5 m wysokości.
LiścieBlaszka liściowa ma kształt od eliptycznego do jajowatego. Mierzy 6–10,5 cm długości oraz 2–4,5 cm szerokości, jest karbowana na brzegu, ma klinową nasadę i ostry wierzchołek. Ogonek liściowy jest nagi i dorasta do 5–15 mm długości.
KwiatySą zebrane po 2–7 w pęczki, rozwijają się w kątach pędów. Mają 5 działek kielicha o owalnym kształcie i dorastających do 1–2 mm długości. Kwiaty mają 8 pręcików.
OwoceMają kulistawy kształt i osiągają 5–10 mm średnicy.

## Biologia i ekologia
Rośnie w zaroślach oraz lasach wtórnych. Występuje na wysokości do 500 m n.p.m.